# Афанасій (Яворський)
Афанасій (в миру Яворський Борис Ігорович, нар. 8 серпня 1976, Оріховець, Підволочиського району, Тернопільської області) — архієрей Православної Церкви України (до 15 грудня 2018 року — Української православної церкви Київського патріархату), архієпископ Одеський і Балтський.

## Життєпис
Після закінчення у 1991 році Оріховецької загальноосвітньої школи I–II ступенів, Підволочиського району, Тернопільської обл., навчався протягом 1991–1992 років у Тернопільському музичному училищі ім. С. А. Крушельницької на класі хорового диригування та у Підволочиській середній школі № 1 I–III ступенів, Тернопільської області.
З 1995 по 1997 роки навчався у Львівській Духовній Семінарії з якої у 1997 році був переведений на 3-й курс Київської Духовної Семінарії УПЦ КП. По закінченні 3-го курсу майбутній священник мав академічну відпустку для богослужбової практики.
У 2004 році закінчив Київську духовну семінарію УПЦ КП.
2010–2011 роки — навчання у Івано-Франківському Богословському інституті з отриманням звання магістра богослов'я та успішним захистом магістерської роботи  на тему «Розвиток церковного хорового співу в Україні XI–XVII ст. і його роль в богослужіннях».

### На духовній службі
15 березня 1998 року був рукопокладений в сан диякона в Академічному храмі святого апостола і євангеліста Іоана Богослова м. Києва. Хіротонію здійснив ректор Київської духовної академії і семінарії, Преосвященний Даниїл (Чокалюк), єпископ Вишгородський.
Цього ж року переведений в Тернопільсько-Кременецьку єпархію для служіння. З серпня 1998 року по 27 червня 2000 року служив дияконом в Тернопільсько-Кременецькій єпархії.
27 червня 2000 року був переведений в Тернопільсько-Бучацьку єпархію.
12 липня 2000 року рукопокладений в сан пресвітера храмі святих апостолів Петра і Павла с. Пушкарі Бучацького району, Тернопільської області. Хіротонію здійснив Високопреосвященний Василій (Бондарчук), митрополит Тернопільський і Бучацький.
Богослужбову практику проходив в Свято-Троїцькому соборі м. Підволочиськ.

### У Сумській єпархії
В листопаді 2001 року був переведений в Сумську єпархію священником.
24 лютого 2002 року — пострижений в рясофор з іменем Афанасій (на честь Прп. Афанасія Ігумена Берестейського) у храмі Різдва Пресвятої Богородиці м. Суми. Постриг здійснив єпископ Сумський і Охтирський Михаїл (Зінкевич).
6 червня 2002 року — призначений настоятелем храму Різдва Пресвятої Богородиці м. Суми.
24 березня 2003 року — призначений настоятелем релігійної громади Покрови Пресвятої Богородиці м. Суми та благочинним Сумського району.
19 грудня 2007 року — пострижений в малу схиму з іменем Афанасій (на честь свт. Афанасія Великого, архиєп. Александрійського, вшановування пам'яті 15 травня) у Свято-Воскресенському кафедральному соборі м. Суми. Постриг здійснив єпископ Сумський і Охтирський Мефодій (Срібняк).
1 січня 2008 року — займає посаду прес-секретаря Сумської єпархії.
До свята Пасхи Христової 2009 року з благословення Святійшого Патріарха Київського і всієї Руси-України Філарета отець Афанасій був возведений в сан ігумена.

### Обрання єпископом
27 липня 2011 року ігумен Афанасій був обраний на єпископа Конотопського, вікарія Сумської єпархії.
21 серпня 2011 року відбулося рукопокладення в сан єпископа у Свято-Володимирському патріаршому кафедральному соборі міста Києва. Хіротонію здійснили: Патріарх Київський і всієї Руси-України Філарет, єпископ Переяслав-Хмельницький і Бориспільського Епіфаній (Думенко), єпископ Сумський і Охтирський Мефодій (Срібняк), єпископ Чернігівський і Ніжинський Іларіон (Процик), єпископ Васильківський Феодосій (Пайкуш), єпископ Богуславський Євстратій (Зоря), єпископ Вишгородський Агапіт (Гуменюк).

### Луганський архієрей
20 жовтня 2013 року єпископ Афанасій був призначений керуючим Луганською єпархією, єпископом Луганським і Старобільським.
В той час на Луганщині панували храми Московського патріархату. Лише в Луганську було розташовано більше 60 церков УПЦ МП. До Київського патріархату належав лише Свято-Троїцький кафедральний собор та дві невеликі діючі громади з восьми зареєстрованих. Всього по Луганській області було зареєстровано 20 парафії, діяли з них — 15.
Поточна ситуація та настрої в суспільстві, де люди були зайняті політичними рухами, а до церкви приходили лише посвятити паски або набрати свяченої води, сприяла занепадницьким настроям та бездіяльності священників Київського патріархату. В зв'язку з цим єпископу Афанасію прийшлося прийняти непросте рішення — відсторонити від служіння священників, які не бажали працювати. Загалом було звільнено 8 з 20 священників, з повідомленням Управління у справах релігії ОДА і правоохоронних органів та поясненням, що будь-які дії звільнених священників слід розцінювати, як розпалювання міжрелігійної ворожнечі.
Натомість, були запрошені священники без парафій, які бажали працювати над розвитком Православної церкви на Луганщині.
Така чистка рядів священнослужителів призвела до того, що у кафедральному соборі та парафіях почало збільшуватися число вірян. Люди побачили, що почалися позитивні зрушення в розвитку української православної церкви.
Проте українська церква на Луганщині залишалася малочисельною, а єпархія — найбіднішою. Більшість церков Луганщини були зареєстровані на півдні області, де було промислове виробництво. Там знаходилися промислові підприємства, які погоджувалися підтримувати парафії. Північ Луганщини — аграрна і небагата. Єдина парафія була зареєстрована у Сватовому. Парафія була недіюча, бо не було священника.
Після того, як частина області опинилася на непідконтрольній Україні території, у ПЦУ, окрім Сватівської, залишилися Сєвєродонецька і Рубіжанська парафії, теж недіючі. Інші парафії опинилися на непідконтрольній території, священники вимушені були виїхати на територію України.
У 2014 році єпархіальне управління ПЦУ Луганської області було перенесене спочатку у Старобільськ, а потім у Сєвєродонецьк, який став обласним центром Луганщини. З того моменту і по теперішній час єпископ Афанасій проводить служби у тимчасовому приміщенні храму пророка Іллі.
Загалом на Луганщині зареєстровано 28 парафій, з них 18 — на непідконтрольній частині, 10 — на території вільної Луганщини, проте більшість з них є недіючими. В ПЦУ в Луганської єпархії служать 16 священників і майже третина з них — капелани.
У теперішній час постійно діючі парафії є в Сєвєродонецьку, Лисичанську, с. Веселому (Старобільський район). Від Старобільська до Щастя та Станиці Луганської стоять військові, там служать капелани, є каплиці, відкриті також і для цивільних віруючих. В інших містах області триває робота зі створення парафій.

### Робота у зв'язку з отриманням автокефалії ПЦУ
15 грудня 2018 року разом із усіма іншими архієреями УПЦ КП взяв участь у Об'єднавчому соборі в храмі Святої Софії.
Після об'єднання церков УПЦ Київського патріархату, Української автокефальної православної церкви та деяких єпископів від Московського патріархату та отримання Томосу, до єпископа Афанасія на Луганщині почали звертатися окремі священники церков Московського патріархату щодо переходу до ПЦУ разом з парафіями.
Проте активна протидія цьому процесу з боку Російської православної церкви призвела до того, що на Луганщині жодна парафія УПЦ МП не перейшла до ПЦУ. Перейшли окремі священники. Так, першим зі священників Московського патріархату до Православної церкви України перейшов без парафії ієрей Олександр Уразовський у грудні 2018 р. з Сєвєродонецька. Другим священником був клірик житомирської єпархії МП капелан 24 батальйону «Айдар» ієромонах Спиридон Маркаров, який перейшов до ПЦУ у лютому 2019 р. Третім священником, що перейшов до ПЦУ в день Хрещення Господнього, в січні 2019 року, був ієрей Володимир Маглєна. Всі священники почали роботу з формування нових парафій[джерело?].
У теперішній час головна увага в роботі єпископа Афанасія на Луганщині приділяється саме формуванню громади ПЦУ, тобто, напрацюванню комунікацій з людьми, які приходять до церкви вперше або переходять з інших церков. У зв'язку з тим, що ПЦУ не має своїх храмів, у тому числі в Сєвєродонецьку, розпочата робота з ремонту та пристосування наявних приміщень для проведення служб, плануються роботи з побудови храмових споруд ПЦУ по всій Луганщині. Також увага з боку єпископа Афанасія націлена на пошук священників, бажано місцевих, які розуміють потреби громади і готові працювати як на розвиток Церкви, так і на розвиток громади та безпосередньо на розвиток вже діючих громад вірян[джерело?].
24 травня 2021 року Священним синодом ПЦУ його було обрано єпископом Одеським і Балтським.
4 липня 2021 року в Одесі взяв участь у заходах з нагоди Дня Військово-морських сил Збройних сил України. На заходах був присутній президент України Володимир Зеленський та інші високопосадовці.
2 лютого 2023 року був возвведений у сан архиєпископа.

## Відзнаки та нагороди

### Церковні нагороди
Орден Святого Рівноапостольного князя Володимира Великого III-го ступеню (2012 р.);
Ювілейна медаль «1025 років Хрещення Руси-України» (2013 р.);
Медаль «За жертовність і любов до України» (2015 р.).

### Світські нагороди
Медаль «За гідність та патріотизм» (2015 р.);
Відзнака «За служіння Богу і Україні» (2015 р.);
Медаль «25 років Незалежності України» (2016 р.).
Удостоєний численних грамот, подяк та відзнак.

## Патріотична позиція
З моменту побиття студентів на Євромайдані в Києві єпископ Афанасій розпочав виступи на майданах Луганщини на підтримку студентів, потім — на засудження анексії Криму. Але ситуація змінювалася швидко — майдани були жорстоко розігнані, почалася стрілянина. З моменту розігнання Луганського майдану і до Пасхи, 20 квітня 2014 року з дозволу Святішого Патріарха Філарета, єпископ Афанасій в храмах розпочав збори на українське військо. Збиралися речі першої необхідності, продукти харчування, а на Паску 2014 року були здійснені виїзди до українських військових з метою освячення пасок.
До 9 травня 2014 року єпископ Афанасій проводив богослужіння у кафедральному соборі в м. Луганськ, а після цього на вимогу озброєних людей без розпізнавальних знаків, був вимушений зупинити служби через погрози розправи над парафіянами.
Проте єпископ Афанасій не залишав Луганськ до 30 червня 2014 року. Поки працювали господарчі та продовольчі супермаркети, єпископ Афанасій власноруч закупив продукти, питну воду та речі першої необхідності та розмістив цей запас в підвалах храму, з помічниками заклали вікна приміщення мішками з піском, підготували необхідний інструмент для тривалого перебування не менше 100 осіб тривалий період. Також були роздруковані оголошення та розклеєні по району для всіх жителів без огляду на вірування чи політичні уподобання, що у разі активізації військових дій можна сховатися у Свято-Троїцькому кафедральному соборі УПЦ КП. Пізніше майже 100 людей проживали там протягом місяця у липні-серпні 2014 року.
30 червня 2014 року за єпископом Афанасієм приїхали озброєні люди, погрожували, робили показовий розстріл та із зав'язаними очима возили по Луганську. Потім все ж відпустили, з наказом більше не з'являтися в Луганську. Для виїзду з міста віддали пошкоджену машину з проколотими гальмівними шлангами.
У жовтні 2014 року була спроба донськими козаків захопити кафедральний собор під казарми. Місцеві жителі допомогли відстояти собор.
Пізніше єпископ Афанасій (через секретаря єпархії протоієрея Анатолія Назаренка) намагався провести перемовини щодо відновлення богослужінь ПЦУ в м. Луганську з забезпеченням захисту проукраїнської громади парафіян, але такі спроби не вдавалися до Різдва Христового 2015 року. Після цього свята богослужіння вдалося відновити і на сьогоднішній день у Свято-Троїцькому кафедральному Соборі служать протоієрей Анатолій Назаренко, ієрей Геннадій Курганов, диякон Анатолій Скоріков.
З 2015 року, в період розвитку військового протистояння, письменнику, просвітянину та активному парафіянину храму Григорію Половинку в приміщенні єпархіального управління вдалося відкритий музей козацтва.

## Благодійна та волонтерська діяльність
Єпископ Афанасій з 2014 року активно займається волонтерською діяльністю. Так, під час доправлення на передову церковних вантажів для капеланів або відвідування передової на церковні свята, завжди власноруч доправляє волонтерські посилки з необхідними для військових речами. Разом з гуманітарним центром «Eleos-Ukraine» збирав та передавав необхідні засоби догляду за хворими, лікарські засоби та перев'язочний матеріал для лікарень і госпіталів Луганщини, шкіл-інтернатів, дитячих садочків, продукти харчування та предмети першої необхідності для ряду населених пунктів лінії розмежування на Луганщині. Також їздив по містам та селам Луганщини з волонтерською акцією «Ранець доброти», проголошеною Святійшим Патріархом Київським і всієї Руси-України Філаретом.  В рамках цієї акції для дітей вимушених переселенців, військовослужбовців та потребуючих родин  волонтери купляли шкільні ранці та наповнювали їх канцелярським приладдям, необхідними для навчання у школі.
Єпископ Афанасій та священники єпархії постійно проводять поминальні панахиди за полеглих воїнів та за одужання поранених, які знаходяться в госпіталях.
Преосвященний, єпископ Луганський і Старобільський Афанасій підтримав на початку 2020 ініціативу Сєвєродонецької організації ВГО «Просвіта»  зі створення бібліотеки української книги в Сєвєродонецьку та став одним з активних учасників цієї акції.
З моменту об'явлення карантинну через пандемію COVID-19 єпископ Афанасій приєднався до волонтерського руху з підтримки літніх людей. Він був першим священником на Луганщині, який зголосився чергувати на волонтерській «гарячій лінії», щоб в телефонному режимі допомагати всім потребуючим слова священника.

## Окремі факти
У червні 2015 року єпископ Афанасій очолив чин відспівування командира добровольчого батальйону патрульної служби міліції особливого призначення «Тимур» Темура Юлдашева на Лук'янівському військовому цвинтарі (Київ).
До Паски 2020 року єпископ Афанасій та деякі священники УПЦ проводили освячення пасок просто у пекарнях супермаркетів «Сільпо» та «Сім'я» в Сєвєродонецьку і Лисичанську (о. Володимир Беспалий) напередодні свята з метою дотримання громадами міст карантину та запобігання розповсюдження COVID-19.
На Паску 2020 року відбувалася пряма трансляція каналом UA Донбас всенощного богослужіння єпископа Афанасія у храмі пророка Іллі в Сєвєродонецьку та через сторінку єпископа у мережі Facebook. Загалом служіння дивилося близько 2 млн осіб.